# Carlos de Médici
Carlos de Médici (em italiano:  Carlo de' Medici, também designado por Carlo di Ferdinando de' Medici ; 19 de março de 1595 — 17 de junho de 1666), foi um cardeal italiano, cardeal protodiácono e nos últimos anos de vida, decano do Colégio dos Cardeais.

## Biografia
De tradicional família Médici, era o segundo filho de Fernando I, Grão-Duque da Toscana e Cristina de Lorena. Seu irmão, Cosme II de Médici, tornou-se Grão-Duque da Toscana. Era tio dos cardeais João Carlos de Médici (1644) e Leopoldo de Médici (1667).
Um amante das artes e da vida rica, adornou a Villa Medici em Roma, e em Florença construiu o Casino di San Marco, por Bernardo Buontalenti e reestruturou, por exemplo, a Villa di Careggi.

## Vida religiosa
No consistório realizado em 2 de dezembro de 1614 pelo Papa Paulo V, foi criado cardeal, recebendo o barrete cardinalício e o título de cardeal-diácono de Santa Maria em Domnica em 18 de maio de 1616.
Passa para o título de São Nicolau no Cárcere, em 2 de outubro de 1623. Como cardeal Protodiácono, coroa o Papa Clemente X em 4 de outubro de 1644. Passa para o título de Santo Eustáquio em 17 de outubro de 1644.
Passa para a ordem dos cardeais-presbíteros e para o título de São Sisto em 12 de dezembro. Ainda foi nomeado cardeal protetor da Espanha.
Passou para a ordem dos cardeais-bispos e para sé suburbicária de Sabina, em 6 de março de 1646. Passa para a sé suburbicária de Frascati em 23 de outubro de 1645. Passou para a sé suburbicária de Porto e Santa Rufina, em 29 de abril de 1652. Em 23 de setembro, torna-se Deão do Colégio dos Cardeais e cardeal-bispo de Óstia-Velletri.
Juntamente com o seu sobrinho, o cardeal João Carlos de Médici (um dos chefes da fação espanhola), participou no Conclave de 1655, no qual Fábio Chigi foi eleito Papa com o nome Alexandre VII.
Morreu em Florença em 1666. Jaz sepultado na Capela dos Médici, na Basílica de São Lourenço, em Florença.

## Conclaves
- Conclave de 1621 - participou da eleição do Papa Gregório XV.
- Conclave de 1623 - participou da eleição do Papa Urbano VIII.
- Conclave de 1644 - participou da eleição do Papa Inocêncio X.
- Conclave de 1655 - participou como deão da eleição do Papa Alexandre VII.